# تاکویا نوگامی
تاکویا نوگامی (انگلیسی: Takuya Nogami؛ زادهٔ ۲۹ نوامبر ۱۹۹۸) بازیکن فوتبال اهل ژاپن است.